# 小亨利·史特吉斯·摩根
小亨利·史特吉斯·摩根（Henry Sturgis Morgan Jr.；1924年8月10日－2011年5月6日）是一位美國海軍少將以及海事法律師。他出身於顯赫的摩根家族，其父亨利·史特吉斯·摩根為摩根士丹利的創辦合伙人之一，曾祖父约翰·皮尔庞特·摩根則是J·P·摩根公司的創立者。

## 早年
1924年8月10日小亨利·史特吉斯·摩根出生於紐約州牡蠣灣，雙親分別為亨利·史特吉斯·摩根與凱瑟琳·弗朗西斯·洛夫林·亞當斯（Catherine Frances Lovering Adams），此外他還有一個生於1930年的弟弟約翰·亞當斯·摩根，小亨利的母親凱瑟琳是法蘭西絲·洛夫林（Frances Lovering）和查爾斯·弗朗西斯·亞當斯三世兩人所生的女兒，亞當斯三世曾於赫伯特·胡佛領導下的美国政府擔任美国海军部长，同時亞當斯三世也是美國總統约翰·亚当斯和约翰·昆西·亚当斯的後裔子孫。
1946年小亨利畢業於格罗顿学校和哈佛大学。

## 軍旅生涯

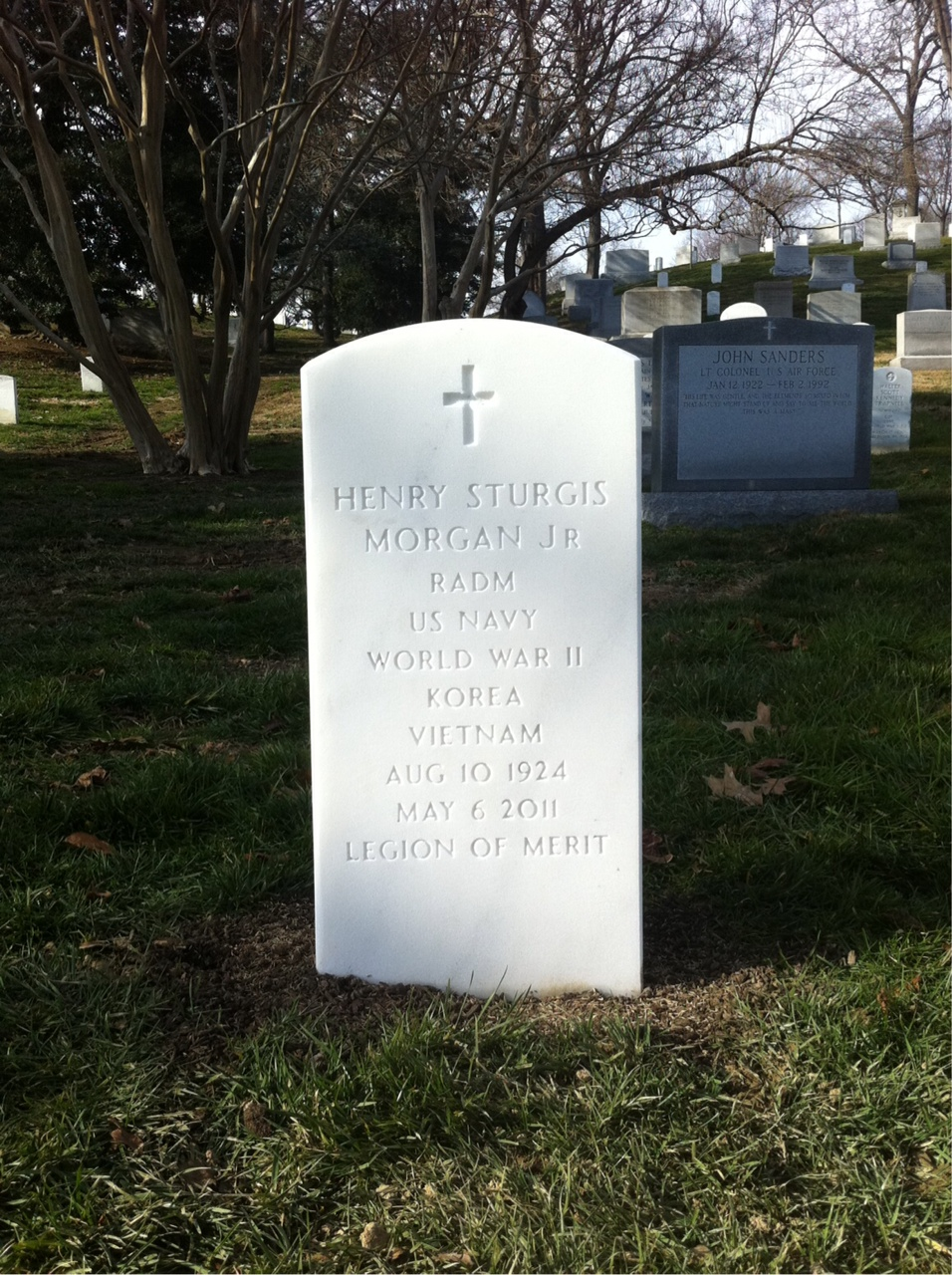
小亨利·史特吉斯·摩根於阿灵顿国家公墓內的長眠處

小亨利於1942年加入美國海軍，並在1944年開始服役。他於1957年6月29日－1959年5月4日負責指揮USS Tusk (SS-426)，從1966年5月25日－1968年2月7日指揮USS Fulton (AS-11)，1971年2月3日－6月22日指揮USS Providence (CL-82)，1971年12月開始，小亨利調任珍珠港14th Naval District，並於1972年6月－1975年4月擔任United States Naval Forces Korea司令。
小亨利曾獲頒美國功勳勳章。

## 個人生活
1945年3月28日，小亨利在麻薩諸塞州栗樹山與芬妮·格雷·利透（Fanny Gray Little）成婚。在兩人於1972年離婚之前，他們育有四個孩子，分別是：
- 凱瑟琳·亞當斯·摩根（Catherine Adams Morgan），1967年她嫁給了亞歷克·米切爾·帕爾特爾（Alec Mitchell Peltier）[12]。
- 亨利·史特吉斯·摩根三世（Henry Sturgis Morgan III，生於1948年）
- 波莉·摩根（Polly Morgan）,1979年她嫁給了小約翰·M·提姆肯（John M. Timken Jr）[13]。
- 瓊·摩根（Joan Morgan）, 1973年她嫁給了彼得·林肯·福爾瑟姆（Peter Lincoln Folsom）[14]。

小亨利的第二任妻子為讓·亞歷珊德拉·麥凱恩（Jean Alexandra McCain），她是小约翰·席德尼·麦凯恩上將的女兒，以及美國參議員約翰·麥凱恩的妹妹，小亨利在與其第二任妻子結婚38年後，於2011年5月6日在馬里蘭州安纳波利斯逝世，終年86歲，小亨利死後被安葬於阿灵顿国家公墓裡。

## 外部連結
- Obituary of Henry Sturgis Morgan Jr. （页面存档备份，存于）
- Commander, U.S. Naval Forces Korea （页面存档备份，存于）
- Roster of Commanders of the Fourteenth Naval District （页面存档备份，存于）